# Saison 4 de Code Quantum
Chronologie
Saison 3 de Code Quantum Saison 5 de Code Quantum
Cet article présente la quatrième saison de la série télévisée Code Quantum.

## Synopsis
Au cours de cette saison, Sam Becket, toujours accompagné de « Al », est transmuté en :
- Un hologramme, ce qui lui permet de retrouver son époque pendant quelques heures.
- Doc, un joueur de baseball désargenté.
- Archie Nicaize, garde côte.
- Clyde, membre du Ku Klux Klan.
- Frank Bianca, coiffeur pour dames.
- Katie McBain, jeune fille violée, accusant son fiancé Kévin.
- Bobo, singe astronaute.
- Jack Stone, détective en proie à d'horribles visions.
- William Beaumont, un charlatan.
- Chance Cole, prisonnier en quête d'évasion.
- Joe, acteur de cinéma.
- Tommy York, marine accusé d'homosexualité.
- Dylan Powell, reporter de télévision.
- Tyler Means, cow-boy octogénaire.
- Cheryl, jeune chanteuse noire.
- Eddie Brackett, copilote d'avion privé.
- Roberto Guttierez, présentateur de talk-show.
- Max, chauffeur de taxi.
- Kyle Heart, acteur de soap-opéras.
- Dale Conway, égyptologue.
- Dave Parker, comique.
- Al Calavicci à l'époque où il effectuait son service militaire.

Dans le premier épisode, Al est également transmuté en Tom Jarrett, officier de guerre rentré au pays (Sam le remplacera durant quelques brefs instants avant d'endosser la peau d'un humoriste en phase de divorce).

## Distribution
- Scott Bakula : Dr Sam Beckett / John Beckett
- Dean Stockwell : Amiral Al Calavicci

## Liste des épisodes

### Bond en arrière
- États-Unis : 18 septembre 1991

Dennis Wolfberg  (Gooshie)
- Date de transmutation : 15 juin 1945
- Lieu de transmutation : Crown Point, Indiana
- Transmutation en : Hologramme
- Commentaires : 
  - On découvre dans cet épisode Donna Eleese, la femme de Sam, Gooshie, Ziggy, l'ordinateur, et Tina, la femme de Al. Comment Al sort du sas aussi.
  - Al est né le 15 juin.
  - Al mesure 1,70 m et pèse 70,910 kg.
  - Al et Sam ont échangé quelques neurones et mésons. Conséquences, Al sait se battre ; quant à Sam il retrouve sa mémoire et a des pensées lubriques.
  - Si un effondrement catastrophique de l'accélérateur au radium qui entoure le caisson d'image a été provoqué la porte est bloquée 600 ans.
  - Pour faire le bond ensemble, deux raisons sont évoquées : être frappé par la foudre ou être au point zéro pendant une explosion atomique.
  - Sam retourne à son époque le 18 septembre 1999.
  - Entre cet épisode et l'épisode suivant, Sam se transmute en 1956, mais il y est fait seulement mention par Al.
  - Le Dr. Donna Eleese, située en 1999, est interprétée dans cet épisode par Mimi Kuzyk (Il s'agissait de Teri Hatcher dans l'épisode 2 de la saison 1).

### Le Match de la dernière chance
- États-Unis : 25 septembre 1991

- Royce D. Applegate - Repoter radio
- Neal McDonough - Chucky

- Date de transmutation : 6 août 1961
- Lieu de transmutation : Galveston, Texas
- Transmutation en : Doc
- Al a été lanceur dans l'équipe de baseball de la Navy.

### L'Ouragan
- États-Unis : 2 octobre 1991

- Bill Erwin - Mr Deever
- Richard Grove - Mark LeJeune
- James Morrison - Joe Deever

- Date de transmutation : 17 août 1969
- Lieu de transmutation : Jackson Point, Mississippi
- Transmutation en : Archie Nicaize

### L'Ombre du passé
- États-Unis : 9 octobre 1991

- Michael Beach - Nathaniel Simpson
- Steve Blackwood - Leon
- Dirk Blocker - Tom
- Lisa Waltz - Lily

- Date de transmutation : 11 mai 1965
- Lieu de transmutation : Alabama
- Transmutation en : Clyde
- Nathaniel Simpson fait référence au Bloody Sunday (1887).

### Coiffé au poteau
- États-Unis : 16 octobre 1991

- Joseph Gordon-Levitt - Kyle

- Date de transmutation : 2 juin 1983
- Lieu de transmutation : Beverly Hills, Californie
- Transmutation en : Frank Bianca
- Sam joue avec Kyle. Sam interprète le personnage de Capitaine Galaxy et Kyle, celui de Futur Boy. Dans l'épisode 13 de la saison 3, Sam était dans la peau de Futur Boy.

### Y a-t-il une vie après le viol?
- États-Unis : 30 octobre 1991

- Eric Bruskotter - Glen
- Aaron Lustig - Juge Bowers
- Amy Ryan - Libby McBain

- Date de transmutation : 20 juin 1980
- Lieu de transmutation : Mill Valley, Californie
- Transmutation en : Katie McBain

### Singe et astronaute
- États-Unis : 6 novembre 1991

- Caroline Goodall - Dr. Leslie Ashton

- Date de transmutation : 24 janvier 1961
- Lieu de transmutation : Cape Canaveral, Floride
- Transmutation en : Bobo
- Commentaires : Inspiré d'une Histoire vraie

Al fume des cigares produit au Cameroun.

### Cauchemars
- États-Unis : 13 novembre 1991

- Date de transmutation : 28 février 1979
- Lieu de transmutation : Malibu, Californie
- Transmutation en : Jack Stone

Sam fait une allusion à l'épisode 1 de la saison 4.

### Quand l'orage gronde
- États-Unis : 20 novembre 1991

- R. G. Armstrong - Davison
- Anne Haney - Grace Beaumont

- Date de transmutation : 7 septembre 1953
- Lieu de transmutation : Clover Bend, Texas
- Transmutation en : William Beaumont

### La vie ne tient qu'à une chaîne
- États-Unis : 27 novembre 1991

- Date de transmutation : 2 novembre 1956
- Lieu de transmutation : Talawaga County, Alabama
- Transmutation en : Chance Cole

### Être ou ne pas être…
- États-Unis : 8 janvier 1992

- Date de transmutation : 9 septembre 1969
- Lieu de transmutation : New York
- Transmutation en : Joe

### Chasse à l'homme
- États-Unis : 15 janvier 1992

- John Finn - Amiral Spencer

- Date de transmutation : 11 juin 1964
- Lieu de transmutation : Prescott College, Lakeside
- Transmutation en : Tommy York

### Meurtre à Chinatown
- États-Unis : 22 janvier 1992

- Tamlyn Tomita dans le rôle de Tamlyn Matsuda, la médium

- Date de transmutation : 1er février 1985
- Lieu de transmutation : San Francisco, Californie
- Transmutation en : Dylan Powell

### Duel aux douze coups de midi
- États-Unis : 29 janvier 1992

- John Anderson dans le rôle de Pat Knight
- Kenneth Tigar dans le rôle de Ben Steiner

- Date de transmutation : 28 novembre 1957
- Lieu de transmutation : Coffin, Arizona
- Transmutation en : Tyler Means

### Chanson pour une âme en peine
- États-Unis : 26 février 1992

- Eriq LaSalle - Bobby Lee

- Date de transmutation : 7 avril 1963
- Lieu de transmutation : Chicago, Illinois
- Transmutation en : Cheryl

### Panique à bord
- États-Unis : 4 mars 1992

- Carla Gugino - Michelle

- Date de transmutation : 13 août 1956
- Lieu de transmutation : Triangle des Bermudes
- Transmutation en : Eddie Brackett

### Le Roi du direct
- États-Unis : 11 mars 1992

- Jerry Hardin - Ed Saxton

- Date de transmutation : 27 janvier 1982
- Lieu de transmutation : Destiny, Nouveau-Mexique
- Transmutation en : Roberto Guttierez

### L’Ange
- États-Unis : 1er avril 1992

- Jerry Adler - Lenny Greem

- Date de transmutation : 10 mai 1958
- Lieu de transmutation : New York
- Transmutation en : Max

Les anges peuvent voir Al.
Sam fait la rencontre de Donald Trump.
Une nouvelle théorie est avancée sur le rôle de Sam. Il serait là pour corriger les bévues des anges gardiens. 

### Tranche de vie
- États-Unis : 8 avril 1992

Kathleen Wilhoite
- Date de transmutation : 4 mai 1985
- Lieu de transmutation : Los Angeles, Californie
- Transmutation en : Kyle Heart

### La Malédiction du pharaon
- États-Unis : 22 avril 1992

- Lisa Darr - Ginny Will

- Date de transmutation : 2 mars 1957
- Lieu de transmutation : Saqqarah, Égypte
- Transmutation en : Dale Conway

### La Crème des hommes
- États-Unis : 13 mai 1992

- Bob Saget - Mack MacKay
- Amy Yasbeck - Frankie Washarski

- Date de transmutation : 30 avril 1959
- Lieu de transmutation : Cocono's Glendale, Arizona
- Transmutation en : Dave Parker

### Lisa
- États-Unis : 20 mai 1992

- Jamie Walters - Al Calavicci jeune
- Charles Rocket - Commandant Riker
- Terry Farrell - Lisa

- Date de transmutation : 25 juin 1957
- Lieu de transmutation : Naval Air Station Pensacola, Floride
- Transmutation en : Al Calavicci

Al a commencé à fumer le cigare après la Guerre du Viêt Nam.

## DVD
Code Quantum - L'intégrale de la saison 4 est sorti le 25 janvier 2011. Le format d'origine 4/3 est respecté. Les épisodes sont présentés avec les textes et génériques intégralement en français.